# Espace de vie
En géographie et en démographie, l'espace de vie désigne « la portion d’espace où l’individu effectue ses activités. Cette notion englobe non seulement les lieux de passage et de séjour, mais également tous les autres lieux avec lesquels l’individu est en rapport. »